# Elektronische Bibliothek Schweiz
E-lib.ch: Elektronische Bibliothek Schweiz startete 2008 mit dem Ziel, ein nationales Portal zu schaffen, das die Recherche und den Zugang vereinfacht. Gleichzeitig wurde die Zusammenarbeit zwischen Bibliotheken und wissenschaftlichen Einrichtungen aller Regionen gestärkt. Über das Webportal e-lib.ch (seit Januar 2015 nicht mehr aktualisiert) bietet sie einen zentralen Zugang zu den Angeboten und Dienstleistungen von zwanzig Teilprojekten sowie zu den umfangreichen Beständen der Schweizer Hochschulbibliotheken und einer ganzen Reihe von weiteren Institutionen. Die Teilprojekte wurden in den Jahren 2008 bis 2012 durchgeführt.

## Projektziele
Strategisches Ziel ist es, e-lib.ch als das führende und zentrale nationale Portal im Sinne eines «Single-Point-of-Access» für die wissenschaftliche Informationsrecherche und -bereitstellung in der Schweiz aufzubauen und nachhaltig zu etablieren. E-lib.ch: Elektronische Bibliothek Schweiz unterscheidet sich von anderen Angeboten durch die Integration von mehrwertigen Dienstleistungen, fachspezifischen Angeboten, fachwissenschaftlicher Qualitätskontrolle, professioneller Erschliessung und direkter Nutzungs- und Bestellmöglichkeiten.
Die Projektleitung und Koordinationsstelle für das Gesamtprojekt e-lib.ch ist an der ETH-Bibliothek Zürich angesiedelt. Die Konferenz der Universitätsbibliotheken der Schweiz (KUB/CBU) begleitet das Gesamtprojekt.

## Finanzierung
Das Innovations- und Kooperationsprojekt e-lib.ch wird für die kantonalen Universitäten durch die Schweizerische Universitätskonferenz (SUK) finanziert. Die Teilnahme der Institutionen des ETH-Bereichs wird vom ETH-Rat getragen. Die Fachhochschulen beteiligen sich mit Unterstützung des Staatssekretariats für Bildung, Forschung und Innovation (SFBI, ehemals BBT – Bundesamt für Berufsbildung und Technologie).

## Laufende Projekte
Die verantwortlichen Teams der laufenden Teilprojekte von e-lib.ch: Elektronische Bibliothek Schweiz bauen die bestehenden Angebote laufend aus und entwickeln neue.
- ACCEPT

Das Projekt ACCEPT (Analyse du Comportement des Clients – Evaluation des Prestations de Téléchargement) begleitet und evaluiert Einzelprojekte, die im Rahmen von e-lib.ch entstehen. Es analysiert die Benutzerfreundlichkeit (Usability) des Webauftritts und die Brauchbarkeit (Usefulness) der digitalen Inhalte.
- e-rara.ch

Auf der Plattform e-rara.ch machen Schweizer Bibliotheken digitalisierte Bücher aus ihrem Bestand weltweit online verfügbar und verschaffen so der Wissenschaft und Öffentlichkeit einen neuen Zugang zu seltenen und wertvollen Drucken des 15. bis 19. Jahrhunderts. E-rara.ch ist ein nationales Kooperationsprojekt. Fünf Schweizer Bibliotheken haben aktiv am Aufbau der Plattform mitgewirkt und digitalisieren ihre Bücher mit modernsten Technologien vor Ort. Weitere Bibliotheken stellen ihre Bestände für die Digitalisierung zur Verfügung. Grundsätzlich können sich alle Schweizer Bibliotheken an e-rara.ch beteiligen.
- ElibEval

Das Projekt ElibEval begleitet und evaluiert die im Rahmen von e-lib.ch entstehenden Online-Angebote während ihres Entwicklungsprozesses. Ziel der Untersuchungen ist eine kontinuierliche Weiterentwicklung und Qualitätsverbesserung der Angebote. Neben den Evaluationen werden Analyseinstrumente und Konzepte entwickelt. Sie unterstützen Anbieter von wissenschaftlichen Informationsressourcen bei der Durchführung eigener Usability-Evaluationen. Die Analysen entstehen in enger Kooperation mit dem Projekt ACCEPT, das sich vor allem auf Aspekte der Usefulness konzentriert.
- Infonet Economy

Das Fachportal Infonet Economy bietet direkten Zugang zu digitalen wirtschaftswissenschaftlichen Veröffentlichungen der gesamten Schweiz. Es verschafft zudem Zugang zu allen relevanten und zuverlässigen Quellen für Wirtschaftsinformationen nach Themen und hat auch ein Verzeichnis Schweizer Akteure im Wirtschaftsbereich, die (betriebs-)wirtschaftliche Studien und Informationen hervorbringen. So schafft das Projekt Infonet Economy ein nationales Netzwerk von wirtschaftswissenschaftlichen Bibliotheken, Dokumentationszentren, Institutionen und spezialisierten Wirtschaftsbereichen.
- Kartenportal.CH

Kartenportal.CH ist der zentrale Einstiegspunkt für die Internetrecherche nach gedruckten und digitalen Karten der Kartensammlungen, Archive und Geodatenanbieter der Schweiz. Es verbessert den Zugang zu Kartenmaterial und fördert die Vernetzung der Kartensammlungen in der Schweiz. Für das Portal wurde mit der Geosuche, bei der Karten durch Auswahl eines Kartenausschnittes in einer interaktiven Übersichtskarte gefunden werden können, ein innovatives Werkzeug für die Kartenrecherche in Bibliothekskatalogen entwickelt.
- retro.seals.ch

Die Plattform retro.seals.ch schafft Zugang zu retrodigitalisierten wissenschaftlichen Zeitschriften aus der Schweiz und deckt eine grosse Vielfalt an wissenschaftlichen Fachgebieten ab, z. B. Architektur, Geschichtswissenschaft oder Mathematik. Die ältesten Bestände stammen aus der ersten Hälfte des 19. Jahrhunderts, die aktuellen Hefte werden laufend ergänzt. Zudem wird retro.seals.ch in Zusammenarbeit mit Verlagen und weiteren Partnern kontinuierlich erweitert. Die Zeitschriftenrecherche bietet verschiedene Optionen, u. a. Vollbildanzeige inkl. Zoomfunktion, Volltextsuche über alle Inhalte, oder auch eine Verfeinerung der Suche unter Einsatz verschiedener Filter.
- RODIN

RODIN (ROue D’Information; Informationsrad) ist ein personalisierbares Informationsportal. Der Benutzer kann damit in unterschiedlichen Informationsressourcen simultan suchen. Die Resultate werden mit Hilfe eines grafischen Fenstersystems (Widgets) dargestellt. Der Nutzer entscheidet, welche Quellen er hinzufügen bzw. entfernen und wie er diese anordnen möchte. In einem weiteren Schritt kann er die Suche mit Hilfe von bibliografischen Ontologien verfeinern.
- Webportal e-lib.ch

Das Projekt Webportal e-lib.ch hat den Aufbau eines zentralen Einstiegspunktes für die schweizweite Bereitstellung wissenschaftlicher Informationsressourcen und Dienstleistungen zum Ziel. Hierbei wurden heterogene Informationsressourcen unter besonderer Berücksichtigung der Informationen und Dienstleistungen aus Teilprojekten von e-lib.ch: Elektronische Bibliothek Schweiz integriert, Personalisierungsfunktionen für das Einrichten individueller Dienste umgesetzt, oder auch eine grafische Benutzeroberfläche unter Einbindung der Suchmaschinenapplikation in das Navigationskonzept eingebaut.

## Abgeschlossene Projekte
Eine Reihe von Teilprojekten von e-lib.ch ist abgeschlossen. Die Ergebnisse werden von den verantwortlichen Institutionen angeboten, sind Teil anderer aktiver Applikationen oder bilden die Grundlage für den Ausbau weiterer digitaler Angebote und Dienstleistungen.
- Best Practices

Best Practices in Digitalisierungsprojekten zeigt, wie Digitalisierungsprojekte gestartet, umgesetzt und erfolgreich zu Ende geführt werden. Die Ausführungen sind als Hilfestellung und Anregung für den Aufbau elektronischer Bestände konzipiert. Die Website richtet sich in erster Linie an Institutionen, die selber Dokumente digitalisieren wollen.
- DOI-Desk der ETH Zürich

Der von der ETH-Bibliothek betriebene DOI-Desk der ETH Zürich registriert DOIs für den gesamten Schweizer Hochschulbereich.
- e-codices

E-codices ist ursprünglich ein Projekt des Mediävistischen Instituts der Universität Freiburg. Seit Projektbeginn anfangs 2005 konnte das Angebot in Zusammenarbeit mit der Stiftsbibliothek St. Gallen laufend ausgebaut werden. So konnte eine grosse Anzahl Handschriften integral reproduziert und zusammen mit wissenschaftlichen Handschriftenbeschreibungen kostenlos auf der Website e-codices.ch bereitgestellt werden. Dank der Unterstützung von e-lib.ch konnte sich e-codices als Single-Point-of-Access für die Handschriftenforschung der Schweiz durchsetzen und als international anerkanntes Kompetenzzentrum etablieren.
- E-Depot

Das Projekt E-Depot ist ein Dienstleistungsangebot, das – auf den Bedarf einzelner Bibliotheken und des Konsortiums der Schweizer Hochschulbibliotheken zugeschnitten – die lokale Speicherung lizenzierter Inhalte ermöglichen soll.
- infoclio.ch

Infoclio.ch ist das Fachportal für die Geschichtswissenschaften der Schweiz und hat zum Ziel, eine digitale Infrastruktur für die Schweizer Geschichtswissenschaften zu sein, die die relevanten Träger und Akteure koordiniert, die Sichtbarkeit der Schweizer Geschichtswissenschaft im digitalen Kontext erhöht und den Zugang der Forschenden zu digitalen, internationalen Initiativen erleichtert.
- swissbib

Swissbib war ein öffentlich zugänglicher Gesamtkatalog der Schweizer Hochschulbibliotheken und der Schweizerischen Nationalbibliothek. Er ermöglichte eine effiziente Suche in tagesaktuellen Daten der beteiligten Bibliotheksverbünde der Schweiz, der Schweizerischen Nationalbibliothek sowie weiteren für Forschung und Lehre relevanten Datenquellen. Swissbib verwendete die neuste Suchmaschinentechnologie und integrierte Web-2.0-Komponenten zur komfortablen Filterung, Facettierung, Personalisierung und zum Highlighting von Suchergebnissen in Volltexten.
- Informationskompetenz

Das Portal Informationskompetenz möchte die Fachleute der Schweizer Hochschulbibliotheken bei ihrer Arbeit in der Informationskompetenz-Förderung unterstützen und eine gute Vernetzung schaffen. Es bietet ein Repositorium mit diversen Lehrmaterialien, theoretische Grundlagen zu Informationskompetenz und auch Kontakt zur Fachgemeinschaft.
- Langzeitarchivierung

Ziel des Projektes ist die Entwicklung eines Konzeptes mit einem oder mehreren Modellen und Modellvarianten für eine zentrale vertrauenswürdige Langzeitarchivierung von digitalen Primär- und Sekundärdaten für die Schweizer Hochschulen, Forschungszentren und Hochschulbibliotheken.
- Marketing e-lib.ch

Das Ziel von Marketing e-lib.ch ist die Formulierung und Umsetzung eines Marketingkonzeptes für das Gesamtprojekt e-lib.ch: Elektronische Bibliothek Schweiz. Nebst der Website wurden auch begleitende Massnahmen zum Aufbau der Marke «e-lib.ch» eingeleitet.
- Metadatenserver

Der Aufbau eines Metadatenservers ermöglichte die Integration von Dokumenten und Metadaten der Schweizer Hochschulbibliotheken und anderen Institutionen in die Suchmöglichkeiten von e-lib.ch. Das Ziel dieses Projektes war es somit, den zuvor bestehenden separaten Metadatenserver überflüssig zu machen, sobald die nahtlose Integration der verstreuten Inhalte von institutionellen Dokumentenservern in die Recherchemöglichkeiten von e-lib.ch einen unkomplizierten Zugriff erlaubte.
- Multivio

Multivio ist ein Open Source Viewer für digitale Inhalte im Internet. Die Applikation kann in verschiedene Umgebungen integriert werden und dient als Anzeigeoberfläche. Die Anwendung ist modular und erweiterbar und lässt sich so an die Bedürfnisse aller Quellen anpassen.
- Recherchekompetenz

Das Projekt hat zum Ziel, die Kunden von e-lib.ch: Elektronische Bibliothek Schweiz im Umgang mit wissenschaftlichen Suchmaschinen zu unterstützen und so ihre Recherchekompetenz aufzubauen. Hierzu bildete das vom Schweizerischen Institut für Informationswissenschaft (SII) betriebene Portal SPRINT (Schweizer Portal für die Suche im Internet) den inhaltlichen Rahmen sowie die technologische Basis. Nebst einem Online-Searchguide zu wissenschaftlichen Suchmaschinen bietet das Portal auch eine E-Learning Komponente und eine Marktübersicht mit den wichtigsten Anbietern von wissenschaftlichen Suchmaschinen.